# Andrea Thompson
Andrea Thompson (Dayton, Ohio, 6 de janeiro de 1960) é uma atriz americana conhecida por suas participações nas séries de televisão Babylon 5, JAG, NYPD Blue e 24 horas. Também fez parte do elenco principal de Falcon Crest, entre 1989 e 1990.
Entre 1995 e 1997 ela foi casada com o ator Jerry Doyle, seu colega em Babylon 5 e que interpretou o papel de Michael Garibaldi.